# فاندرلي فارياس دا سيلفا
فاندرلي فارياس دا سيلفا (2 يناير 1984 في البرازيل - ) هو لاعب كرة قدم برازيلي في مركز حراسة المرمى. لعب مع نادي سانتوس ونادي كوريتيبا ونادي لوندرينا وAtlético Clube Paranavaí ‏ ونادي أوليمبيا (ساو باولو).